# Веселиново (Николаевская область)
Весели́ново (укр. Веселинове) — посёлок в Вознесенском районе Николаевской области Украины, административный центр Веселиновской поселковой общины. Располагается на реке Чичеклея.

## История
Заселение Северного Причерноморья, где и находится Веселиново, началось в период позднего палеолита, то есть примерно 15—16 тыс. лет тому назад. Однако стоянок древних людей на территории Веселиновщины того периода не выявлено, хотя в 50 км от Веселиново — у села Александровка Вознесенского района — найдены следы мезолитических охотников.
Не прерывалась жизнь на этой территории и в эпоху меди и бронзы.
В IX—VIII веках до н. э. на территории современной Николаевщины жили киммерийцы, а впоследствии их вытеснили племена скифов, следы которых сохранились и на окраинах Веселиново — здесь найдено около 20 курганов эпохи бронзы, скифского и сарматского периода.
Поселений славянских племён на территории Веселиново не найдено, равно как и поселений Киевской Руси и Великого княжества Литовского.
С XV по XVIII век территория Веселиново входила в состав Турции.
По Ясскому мирному договору 1791 года к России отошла так называемая Очаковская земля (правый берег реки Южный Буг). С этого времени и начинается государственная колонизация края и в том числе Веселиновщины.
В истории Северного Причерноморья важное место занимает светлейший князь Григорий Александрович Потёмкин-Таврический. Под его руководством происходило завоевание Северного Причерноморья, штурм Очакова, присоединение Крыма, освоение (заселение) диких степей.
В конце XVIII века, по велению императрицы Екатерины II, Потёмкиным было организовано переселение в эти пустынные места жителей Центральной Европы, в основном, из немецких княжеств.
Российское государство взяло на себя все расходы по переселению, включая питание переселенцев в дороге. Немецких колонистов на 10 лет освобождали от налогов, земельной повинности, рекрутских наборов и воинских постоев. Им гарантировалась свобода вероисповедания. Каждая семья получала по 60 десятин земли в вечное и наследственное пользование.
Так в западной части Николаевщины с 1809 по 1832 годы возникли немецкие колонии Раштад (Поречье), Рорбы (Новосветловка), Ландау (Широкий лан), Ватерло (Ставки) и другие.
Но всё же большинство переселенцев (примерно 120 тыс. крестьян) было с Северного Урала и Центральной России.
Тогда же земли по берегам реки Чичиклеи Екатерина II подарила полковнику Веселинову — в числе других российских дворян, которым пожаловали 4,5 млн десятин завоёванных земель. На эти земли помещики переселяли своих крепостных крестьян, чему последовал и полковник Веселинов.
Появившееся село получило название Веселиново. Во 2-й половине XIX века его переименовали в Александровку — по имени дочери помещика, но в конце XIX века ему вернули старое название.
С момента основания в начале 1790-х гг., село Веселиново входило в Ольвиопольский уезд сначала Екатеринославской, с 1797 по октябрь 1802 гг. — Новороссийской, с октября 1802 по май 1803 — Николаевской, а с мая 1803 года — Херсонской губернии.
Указом от 19 октября 1825 года был образован Одесский уезд за счет части Херсонского и Тираспольского уездов, но эта реорганизация Веселиново не затронула — он остался в Ольвиопольском уезде.
В 1828 году Ольвиопольский уезд был упразднен, и часть его территории вместе с Веселиновым отошла к Тираспольскому уезду.
В 1834 году от Тираспольского уезда была отделена часть территории, на которой был образован новый уезд — Ананьевский. В него вошло и село Александровка (Веселиново) Покровской волости. И пребывало оно в таком подчинении вплоть до территориально-административных реформ начала XX века.
Развивалось село очень медленно, о чём свидетельствует статистика численности населения в течение ряда лет:
- 1859 год — 30 крепостных
- 1874 год — 56 крестьян
- 1887 год — 66 крестьян
- 1896 год — 117 чел.
- 1914 год — 800 чел.
- 1924 год — 1001 чел.

До 1918 года Веселиново было одним из сёл, которых было достаточно много в Северном Причерноморье, и только в январе 1918 года оно стало волостным центром Ананьевского уезда Херсонской губернии, а в феврале 1920 года — волостным центром Ананьевского уезда Одесской губернии.
По-видимому, это стало возможным потому, что через Веселиново проходил как почтовый тракт Одесса — Киев, так и железная дорога Одесса — Бахмач. Эта дорога соединяла волость с центральными городами гораздо быстрее, чем предыдущий волостной центр — Покровку (хотя в Покровке было 484 двора с 2773 жителями).
В 1939 году Веселиново стало районным центром Одесской области.
Во время Великой Отечественной войны в 1941—1944 годах селение находилось под румынской оккупацией.
В Николаевскую область Веселиново вошло в качестве районного центра в мае 1944 года.
В 1963 году Веселиновский район был расформирован, однако в 1965 году Веселиново снова стало районным центром Николаевской области, им оно оставалось вплоть до 17 июля 2020 года, когда этот район был упразднён, а посёлок городского типа вошёл в состав укрупнённого Вознесенского района, став административным центром его одноимённой общины.
В 1969 году численность населения составляла 5,4 тыс. человек, по состоянию на начало 1971 года здесь действовали пеньковый завод и инкубаторно-птицеводческая станция.

## Население
В январе 1989 года численность населения составляла 8123 человек.
По состоянию на 1 января 2013 года численность населения составляла 6104 человека.

### Языковой состав
Родной язык населения по данным переписи 2001 года:
| Язык       | Численность, чел. | Доля     |
| ---------- | ----------------- | -------- |
| Украинский | 6 753             | 93,97 %  |
| Русский    | 360               | 5,01 %   |
| Другие     | 73                | 1,02 %   |
| Итого      | 7 186             | 100,00 % |

## Экономика

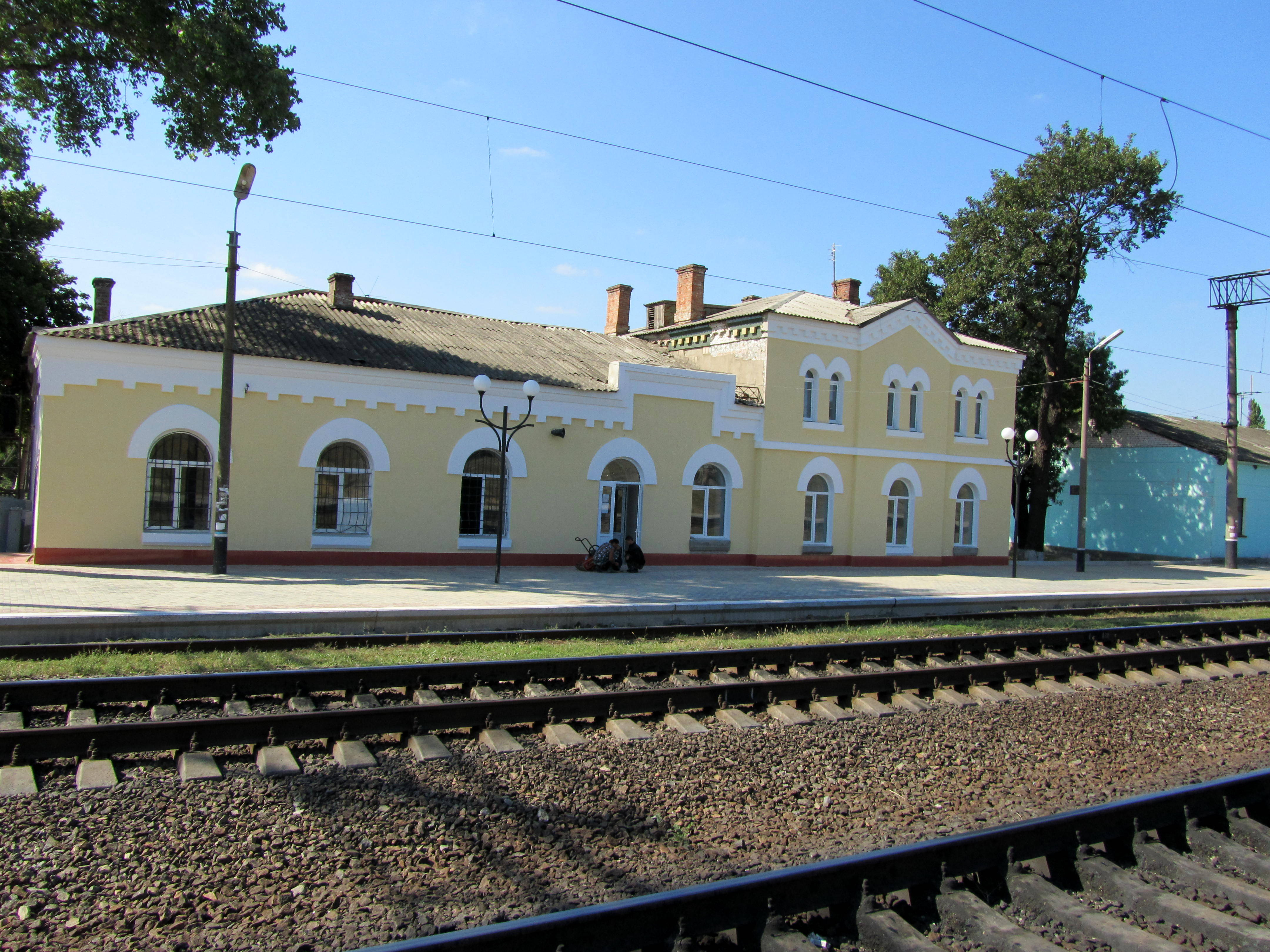
Железнодорожный вокзал

- Веселиновский лесхоз[6]

## Персоналии
Художник Бельцов Георгий Иванович, 1920—2009 г.г. Значительную часть жизни прожил в Веселиново, здесь он работал, умер и похоронен. Картины художника находятся в музеях Киева и других городов Украины. В Веселиновском краеведческом музее работам художника посвящён отдельный зал.